# Lista de personagens de Beauty & the Beast (2012)
Este artigo contém informações sobre vários personagens de Beauty & the Beast (Brasil: A Bela e a Fera / Portugal: A Bela e o Monstro), uma série americana de ficção científica, romance e suspense, produzida pela The CW e levemente inspirada na série homônima de 1987 da CBS.

## Principais

### Catherine 'Cat' Chandler

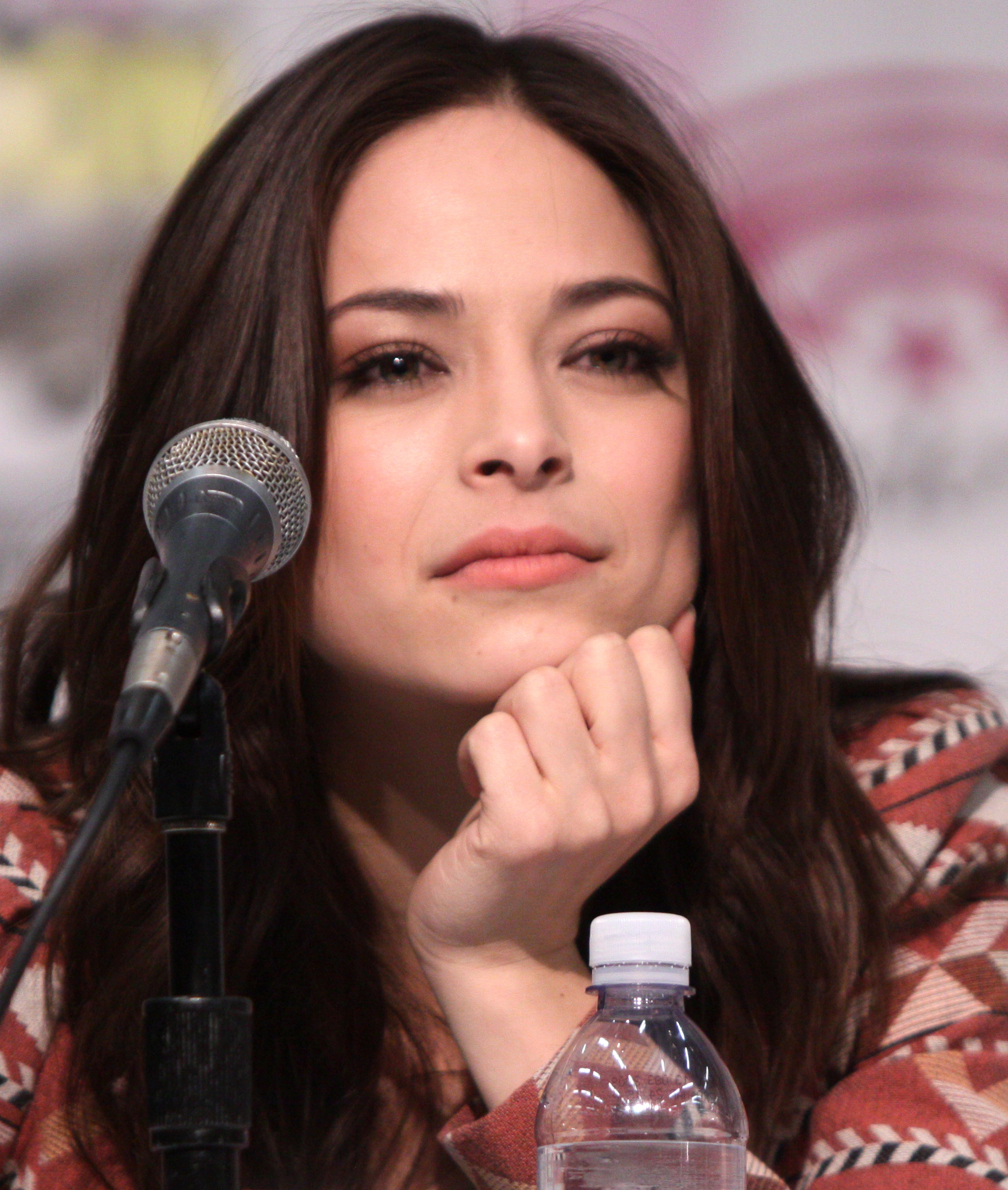
Kristin Kreuk interpreta Catherine 'Cat' Chandler.

Catherine cresceu em Westchester com seus pais, Thomas e Vanessa Chandler, e sua irmã mais nova, Heather Chandler. Ela se formou na Fenton High School em 2003, depois frequentou a Universidade de Princeton porque planejava se tornar uma advogada como seu pai. Enquanto participava de Princeton, ela conseguiu um emprego como garçonete no “Salty Dawg” com a intenção de pagar a mensalidade da faculdade. Logo na sua primeira noite, teve problemas com o carro após terminar seu turno e chamou sua mãe para obter ajuda. Depois que Vanessa chegou, dois homens apareceram e atiraram nela. Quando eles tentaram matar Cat, ela correu para a floresta mas tropeçou e bateu a cabeça, ficando com a visão embasada. Encurralada pelos assassinos, a jovem teve a sorte de alguma coisa ou alguém aparecer e ataca-los. Em sua narração sobre o ocorrido ela diz: “Todo mundo me disse que foi um animal selvagem, um coiote, um urso, que aquela coisa que eu achei que tinha visto era só resultado da pancada na cabeça, ou estresse pós-traumático. Sabe, os homens que mataram minha mãe eram feras. Eu acreditei neles... até agora.” Cat se formou na Princeton e mais tarde ingressou na academia de polícia, onde obteve notas altas.
Nove anos depois, Cat é uma detetive de homicídios que trabalha para o NYPD na delegacia 125, em parceria com a detetive Tess Vargas. Em um de seus casos, encontra vestígios que a leva a uma investigação sobre Vincent Keller, um ex-soldado dado como morto durante o serviço militar, que está na verdade vivo. À medida que Cat o conhece, descobre mais sobre o assassinato de sua mãe e quem (ou o que) Vincent realmente é. Ao mesmo tempo, uma relação complicada cresce entre os dois.

### Vincent Keller / Fera

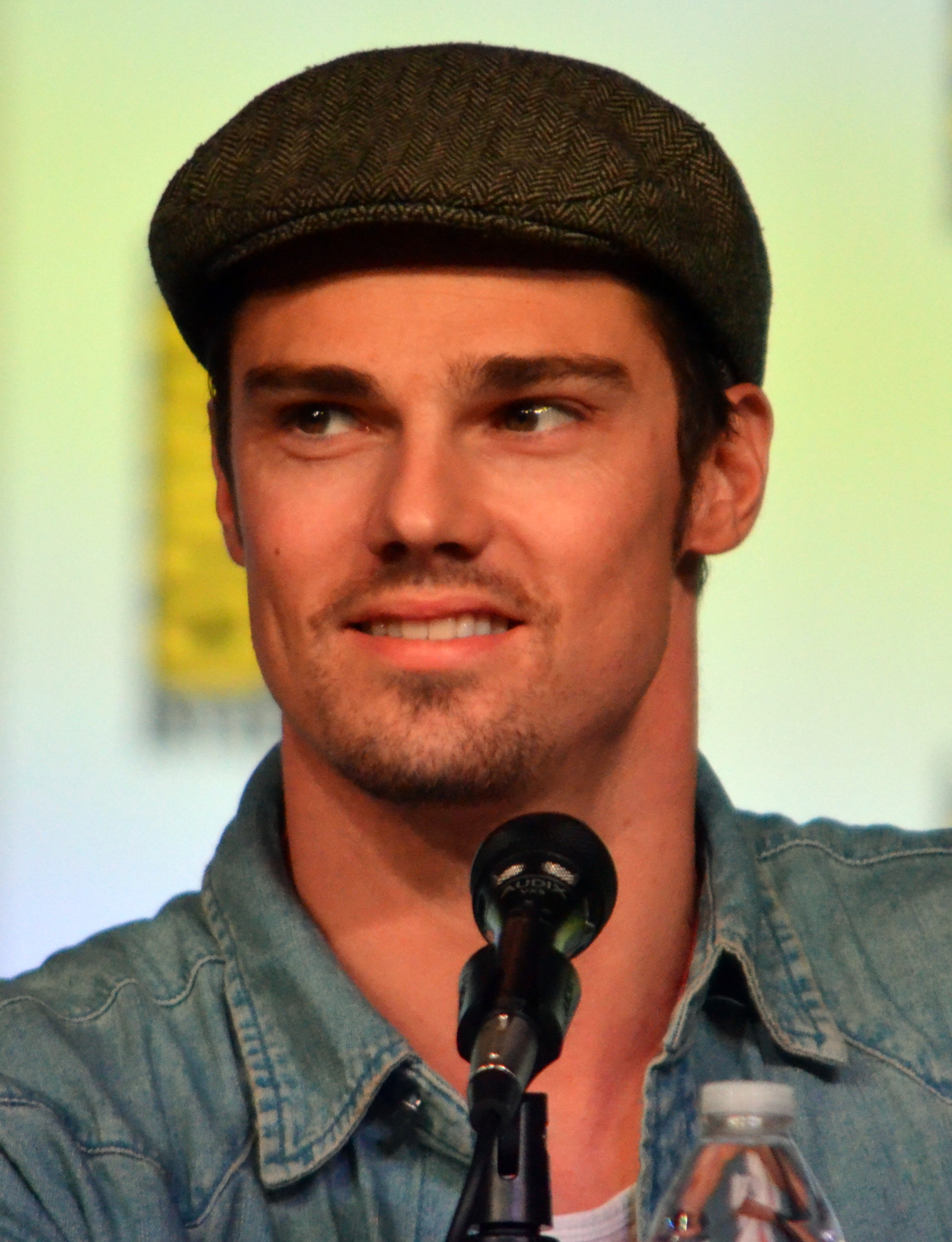
Jay Ryan interpreta Vincent Keller / Fera.

Vincent Keller é um médico e soldado militar. Antes de trabalhar no exército, ele trabalhou como médico e se demitiu em 2001. No ano seguinte, foi inscrito para fazer parte de um experimento militar da organização científica e secreta “Muirfield”. Ele e outros escolhidos foram injetados com um alterador de DNA que os tornou mais fortes e rápidos. No entanto, houve consequências não previstas, quando estão com raiva, eles se tornam feras aterrorizantes, incapazes de controlar a força e os sentidos aguçados. No final de 2002, quando esses super-soldados estavam lutando no Afeganistão, o governo deu ordens para matar todos, depois de ter descoberto que eles eram incontroláveis. Vincent de alguma maneira sobreviveu, mascarou sua morte e voltou para os Estados Unidos onde se escondeu em Nova Iorque, vivendo fora da sociedade tradicional. Pouca coisa se sabe sobre a vida dele antes de ter se juntado aos militares. A única pessoa que Vincent pode contar é JT, seu melhor amigo desde a infância que vem tentando descobrir uma cura. Mesmo sem sucesso com a cura e a salvo com seu segredo, Vincent frequentemente sai e ajuda pessoas ao redor da cidade. Entre essas pessoas está Catherine 'Cat' Chandler, desde que a salvou em 2003, Vincent a observa e a protege secretamente, muitas vezes se envolve nos casos dela. Em um desses casos, ele deixou seu DNA para trás, o que fez com que Cat o investigasse e descobrisse o seu segredo após 10 anos. A partir de então, os dois se envolvem em uma química irresistível e perigosa.

### J.T Forbes
J.T Forbes é um professor de bioquímica em uma universidade local, ele cresceu junto com dois irmãos mais velhos e Vincent Keller e Alex Salter. Até os dias atuais é o melhor amigo de Vincent e uma das duas únicas pessoas, a outra é Catherine, que Vincent confia a sua situação como Fera.
J.T é alto e gordinho, com pele pálida e cabelo castanho. Ele sempre se veste casualmente mesmo quando está trabalhando. Usa óculos de grau e gosta de contar piadas, além de ser uma pessoa sarcástica. No entanto, tende a falar um pouco sarcasticamente com Cat do que com qualquer outro. Isso é mais pelo medo que a Muirfield encontre ele e Vincent, muitas vezes sua natureza super protetora o coloca contra Cat, que ele vê como um perigo para ele e para Vincent.

### Tess Vargas
Tess é uma detetive de homicídios que trabalha para o NYPD na delegacia 125, em parceria com a detetive Catherine 'Cat' Chandler. As duas mulheres formam um ótimo time enquanto trabalham lado a lado em incontáveis casos de homicídios. Elas também se tornaram melhores amigas fora do trabalho. Antes de Cat, Tess teve uma parceria de dois anos com um detetive chamado Wolansky.
Tess é uma pessoa facilmente indulgente com quem ama. No entanto, ela também pode ser muito sarcástica, direta e franca, especialmente quando se trata de criminosos e suspeitos. Segundo ela mesma, possui cinco irmãos e dois deles conquistaram suas esposas na força.
No começo da série, Tess se envolve com Joe, seu chefe que é casado. Um dia, quando Cat veio até ela pedindo conselhos sobre quem levar para o casamento de seu pai, Tess contou que uma vez levou Joe para o casamento de um de seus irmãos. Até o início da segunda temporada, o relacionamento dos dois esfria e ela se envolve com J.T Forbes.

### Heather Chandler
É a irmã mais nova de Cat e também sua ex-colega de apartamento, pois ela se muda para Miami para continuar a sua carreira de promotora de eventos, mas retorna para Nova Iorque noiva e prestes a se casar. Quando ela conheceu Vincent, imediatamente o odiava, mas perto do final da 2ª temporada, Cat lhe conta a verdade sobre Vincent com a autorização dele. Na primeira temporada, Heather fica furiosa e horrorizada com o namorado de sua irmã, no entanto, ela tem uma mudança de coração quando Vincent voluntariamente arrisca sua vida para salvar a dela (pela segunda vez).

## Recorrentes

### Gabriel 'Gabe' Lowen
Gabe foi parte de um experimento de mutação genética da Muirfield ainda quando criança. Os experimentos deixaram-no com DNA modificado, transformando-o em um híbrido de humano/animal. Ele era medicado para não se transformar já que, sem a medicação, ele permaneceria transformado o tempo todo. Gabe foi tirado da Muirfield pela doutora Vanessa Chandler depois de forjar sua morte com uma injeção que continha um tipo de substância que diminuía a frequência cardíaca.
Apareceu pela primeira vez no episódio 15 da primeira temporada como um procurador determinado a investigar uma estranha morte que poderia estar ligada a Vincent. Ele namorava Tyler e depois apaixona-se por Cat.

### Dr. Evan Marks
Evan é um médico legista que regularmente ajuda Cat com os casos. Ele é de nacionalidade britânica e fala com sotaque, além de ser charmoso, divertido e ter coração bom. Ele também é um pouco mulherengo e já saiu com inúmeras mulheres, todas muito bonitas, mas parece gostar da Cat mesmo assim. Os dois tinham uma relação leve e flertavam, o que poderia ter evoluído para algo mais sério se Cat não tivesse se apaixonado por Vincent.
Namorou uma agente da Muirfield disfarçada, a Claire Sinclaire, eles se conheceram online. Após descobrir para quem ela trabalhava, os dois terminaram e ele juntou-se à Muirfield para proteger Cat.

### Vanessa Chandler
Vanessa foi a esposa do Sr.Chandler e a mãe de Catherine e Heather Chandler. No episódio piloto da série, ela foi tragicamente assassinada por dois homens armados em 2003. Antes de sua morte, Vanessa trabalhou como médica, porém, em 2012, nove anos depois de sua morte, foi revelado que Vanessa estava envolvida na experiência fracassada do governo que pretendia transformar Vincent em um super soldado, e, assim, ela tornou-se um alvo para assassinato.

### Joe Bishop
Ex-comandante de Cat e Tess. Ele traiu a mulher em uma relação secreta com Tess. Sua vingança contra o assassino de seu irmão (Vincent, por acidente) o distraiu de seu trabalho e ele foi demitido no início da segunda temporada.

### Alex Salter
É uma enfermeira e ex-noiva de Vincent Keller, que cresceu junto com ele e J.T. Depois que descobriu que Vincent estava vivo, Alex tentou reacender seu relacionamento, se esforçando porque viu que ele tinha sentimentos por Cat. Quando Alex soube o segredo de Vincent, ela ficou apavorada e se afastou. Com a ajuda de Cat, Alex fugiu para se esconder da Muirfield, que está atrás de Vincent há anos e vigiando as pessoas que ele conhece e conhecia.

### Thomas Chandler
É o pai de Cat e Heather. Na primeira temporada, Thomas é noivo de Brooke, uma mulher muito mais nova que ele. Essa relação causa um desconforto entre Cat e o casal. No final da primeira temporada, Thomas é atropelado na frente de Cat por um agente disfarçado da Muirfield. Mais tarde é revelado que ele não é o pai biológico de Cat.

### Claire Sinclair
Ela é apresentada como interesse amoroso de Evan, que ele conheceu online. De acordo com seu perfil online, ela escalou o Monte Everest duas vezes, tem um mestrado em Ciência Política e um PhD em Economia. No entanto, revela-se como uma agente da Muirfield. Sua tarefa é encontrar Vincent Keller e manter um relacionamento com Evan para obter mais detalhes sobre o suposto vigilante, que ele está investigando através do DNA de espécies cruzadas.

### Tyler
Namorada de Gabe que ajuda a lidar com o lado Fera dele. Ela tem um ódio profundo da Muirfield devido ao sofrimento do amado, bem como seu próprio passado não revelado com a organização.

### Bob Reynolds
Um agente do FBI executando uma operação secreta para eliminar a Muirfield e as numerosas Feras experimentais. No final da primeira temporada, ele e sua equipe finalmente sequestram Vincent, limpando a memória dele e usando-o como um assassino para caçar outras Feras. Ele também é revelado como o pai biológico de Cat. Inicialmente pai e filha tentam formar um relacionamento, mas depois que Cat descobre que ele foi responsável pelo que aconteceu com Vincent, ela o joga para fora de sua vida.

### Tori Windsor
Tori aparece pela primeira vez no sexto episódio da segunda temporada, ela tem sido sequestrada e isolada do mundo por seu pai Curt, que ficou paranoico nos últimos anos. Uma vez por noite, a jovem ruiva ia para o terraço para escapar desse isolamento, até que um dia Vincent vai ao encontro de Curt com a tarefa de mata-lo. Tori entra e vê seu pai transformado em Fera pela primeira vez, ela fica horrorizada e é ameaçada pelo pai. Vincent luta com Curt e foge da casa com Tori. Com o tempo, Tori descobre que também tem DNA de Fera e aproxima-se de Vincent, tornando-se fiel a ele.

### Dana Landon
Uma agente do FBI que recruta Cat para recuperar uma joia roubada, que está ligada ao assassinato de seu marido Sam e coincidentemente à ancestralidade de Cat. Desconhecida para Landon, a joia também está diretamente ligada à história das Feras, levando-a para perto do mistério em torno de Vincent.